# Michael Vollmer
Michael Vollmer (* 1957) ist ein deutscher Physiker und Professor an der Technischen Hochschule Brandenburg.

## Leben
Nach dem Abitur studierte Michael Vollmer an der Universität Heidelberg Physik und schloss das Studium 1983 mit dem Diplom ab. 1986 wurde er mit einer Arbeit über Bindungsenergien von Na-Clustern promoviert. 1991 erfolgte seine Habilitation an der Universität Heidelberg und darauf eine Zeit als Privatdozent in Kassel.
Seit 1994 war Vollmer Professor für Experimentalphysik an der Technischen Hochschule Brandenburg. Seit März 2023 ist er im Ruhestand, ist aber im Rahmen einer Seniorprofessur als Gastprofessor weiter tätig.

## Schwerpunkte
Vollmers Schwerpunkte und Interessen sind Optik, Spektroskopie, Thermographie, Didaktik der Physik, Phänomene atmosphärischer Optik, Freihand- und Demonstrationsexperimente für Schule und Hochschule. Daneben ist er in der Weiterbildung von Physiklehrern tätig.

## Auszeichnungen
- 2013 Robert-Wichard-Pohl-Preis
- 2023 Seniorprofessur der Wilhelm und Else Heraeus-Stiftung, zur Durchführung von Lehrerfortbildungen und Entwicklung eines Experimentierkoffers zur Thermographie[3][4]

## Veröffentlichungen (Auswahl)
- Messungen der Bindungsenergien von Na-Clustern als Funktion der Clustergröße. Dissertation, Universität Heidelberg, 1986.
- Lichtspiele in der Luft: Atmosphärische Optik für Einsteiger. Spektrum Akademischer Verlag, München 2006, ISBN 3-8274-1361-3.
- (mit Klaus-Peter Möllmann) Infrared Thermal Imaging: Fundamentals, Research and Applications. Wiley, Weinheim 2010, ISBN 978-3-527-40717-0.